# هنگامه کرکس‌ها
هنگامه کرکس‌ها (ایتالیایی: Il tempo degli avvoltoi) فیلمی ایتالیایی در سبک وسترن اسپاگتی به کارگردانی ناندو چیچرو است که در سال ۱۹۶۷ منتشر شد.

## گزیدهٔ بازیگران
- جورج هیلتون
- فرانک ولف
- ادواردو فاخاردو
- فرانکو بالدوچی
- فمی بنوسی